# Sub olea pacis et palma virtutis conspicua Orbi regia Bohemia corona
Sub olea pacis et palma virtutis conspicua Orbi regia Bohemia corona, ZWV 175 (in italiano Sotto il albero della pace e la palma della virtù brilli la splendida Corona di Boemia di fronte al mondo intero) è un oratorio in latino in tre atti con prologo ed epilogo di Jan Dismas Zelenka su libretto di Matouš Zill. È conosciuto anche come Melodrama de Sancto Venceslao.
Fu rappresentato il 12 settembre 1723 al Clementium (un palazzo di proprietà dei Gesuiti) di Praga per celebrare l'incoronazione dell'imperatore Carlo VI a Re di Boemia, il quale fu presente con l'imperatrice Elisabetta Cristina. Il lavoro, che fu commissionato dai Gesuiti, rientra nell'ambito dell'unico viaggio che Zelenka intraprese durante la sua lunga attività presso la corte di Dresda. L'oratorio fu un successo sia per i Geuisti che per Zelenka, tant'è che fu probabilmente rimesso in scena il 16 novembre dello stesso anno.
Questo melodramma sacro è un'allegoria e presenta numerose lodi di carattere politico e patriottico, rivolte soprattutto verso la famiglia reale.
Durante la prima rappresentazione tra i coristi v'era l'allora giovane František Benda.

## Struttura dell'oratorio
- Sinfonia (Allegro assai)
- Prologo
  - Coro: Fortitudo mea
  - Aria: Haec coeli
  - Recitativo: Hem! Quoe ista?
  - Aria: En! Pietatis adamas
  - Recitativo: Dura certamina
  - Aria: Huc palmas deferte
  - Recitativo: Haec summa Gloriae
  - Aria: Augusta domus Austriae
- Atto I
  - Aria: Phoebe, umbras pelle
  - Recitativo: En, en Fidei aemula
  - Aria: Huc Virtutes festinate
  - Coro: Eja de sigmentis
  - Recitativo: Eja Pietati
  - Aria: Jam calle secundo
  - Ritornello (Più andante)
  - Recitativo: Nunquid non messis trittici est?
  - Aria: Meto culmos, lego spicas
- Atto II
  - Recitativo: Quicunque glorificaverit me
  - Aria: Angelicae mentes
  - Coro: En prompti ad mandata
  - Aria: Ave Deus, ave redite
  - Recitativo: Proh! quae aeris inclementia
  - Aria: Veni, Auster lux perennis
  - Recitativo: Per me Reges regnant
  - Aria: Exurge Providentia
  - Recitativo: Corona Gloriae in manu Domini
  - Aria: Huc coeli Principes
- Atto III
  - Aria: Reviresce, effloresce, pacis olea
  - Recitativo: Aptate tympana
  - Aria e Coro: Vive, regna Ferdinande
  - Aria: Nova gaudia, nova jubila
  - Aria: En duplo sole Czechia
- Epilogo
  - Recitativo: Eja! Eja votivi omnia
  - Aria: Exsurge Martis Gloria
  - Coro: Vos Oriens adoret

## Registrazioni
L'unica registrazione di questo lavoro fu prodotta tra il 15 e il 19 luglio 2000 nella Sala Rothmayer del Castello di Praga. Il Melodramma de Sancto Venceslao in questa occasione fu eseguito grazie alla cooperazione di tre orchestre barocche europee, Musica Florea di Praga, Musica Aeterna di Bratislava e dell'Esemble Philidor, e del coro Boni Pueri della capitale ceca e con la direzione di Marek Štryncl. I cantanti solisti erano i soprani Noémi Kiss e Anna Hlavenková, il controtenore Markus Forster, i tenori Jaruslav Březinaì e Adam Zdunikowski e il basso Aleš Procházka.